# Cyclisme aux Jeux olympiques de 1908
Navigation
Saint-Louis 1904 Stockholm 1912
Lors des Jeux olympiques d'été de 1908, sept épreuves de cyclisme sur piste sont au programme.

## Résultats
| Podiums               |                                                                                 |                                                               |                                                                          |
| Piste                 |                                                                                 |                                                               |                                                                          |
| 660 yards             | Victor Johnson (GBR)                                                            | Émile Demangel (FRA)                                          | Karl Neumer (GER)                                                        |
| 5 kilomètres          | Benjamin Jones (GBR)                                                            | Maurice Schilles (FRA)                                        | André Auffray (FRA)                                                      |
| 20 kilomètres         | Clarence Kingsbury (GBR)                                                        | Benjamin Jones (GBR)                                          | Joseph Werbrouck (BEL)                                                   |
| 100 kilomètres        | Charles Bartlett (GBR)                                                          | Charles Denny (GBR)                                           | Octave Lapize (FRA)                                                      |
| Vitesse individuelle  | Aucune médaille n'a été décernée                                                | Aucune médaille n'a été décernée                              | Aucune médaille n'a été décernée                                         |
| Tandem                | France Andre Auffray Maurice Schilles                                           | Grande-Bretagne Frederick Hamlin Horace Johnson               | Grande-Bretagne Colin Brooks Walter Isaacs                               |
| Poursuite par équipes | Grande-Bretagne Benjamin Jones Clarence Kingsbury Leonard Meredith Ernest Payne | Allemagne Max Götze Rudolf Katzer Hermann Martens Karl Neumer | Canada William Anderson Walter Andrews Frederick McCarthy William Morton |

## Tableau des médailles
| Rang | Nation          | Or | Argent | Bronze | Total |
| ---- | --------------- | -- | ------ | ------ | ----- |
| 1    | Grande-Bretagne | 5  | 3      | 1      | 9     |
| 2    | France          | 1  | 2      | 2      | 5     |
| 3    | Allemagne       | 0  | 1      | 1      | 2     |
| 4    | Belgique        | 0  | 0      | 1      | 1     |
| 4    | Canada          | 0  | 0      | 1      | 1     |